# Kolbenberg
Der Kolbenberg bei Oberursel im südhessischen Hochtaunuskreis ist ein etwa 690 m ü. NHN hoher Berg im Taunus. Er ist neben dem weiter nordöstlich gelegenen Roßkopf (635–640 m) die einzige eigenständige Erhebung des Taunushauptkamms zwischen Großem Feldberg (881,5 m; Westsüdwesten) und dem Saalburgpass (414 m; Nordosten).

## Geographie

### Lage
Der Kolbenberg liegt im Naturpark Taunus. Sein Gipfel befindet sich nahe den Grenzen zwischen Oberursel (Südosten), zu dem er gehört, Schmitten (Nordwesten) und Bad Homburg (Ostsüdosten). Südlich des Kolbenbergs, der von Nadelwald bestandenen ist, liegt der Ursprung des Urselbachs. Jenseits bzw. nördlich des Taunushauptkamms befinden sich die Quellen von Aubach und Erlenbach.

### Naturräumliche Zuordnung
Der Kolbenberg gehört in der naturräumlichen Haupteinheitengruppe Taunus (Nr. 30) und in der Haupteinheit Hoher Taunus (301) zur Untereinheit Feldberg-Taunuskamm (301.3), wobei seine Landschaft nach Norden in die zur Haupteinheit Östlicher Hintertaunus (302) gehörende und jenseits des Taunushauptkamms gelegene Untereinheit Pferdskopf-Taunus (302.6) überleitet.

### Berghöhe, Dominanz und Prominenz
Der Kolbenberg ist etwa 690 m hoch. Etwa 50 bis 60 m südlich vom Gipfel ist topographischen Karten die Höhenangabe 684 m zu entnehmen. Die Dominanz des Bergs beträgt in Richtung des Großen Feldbergs 880 m, seine Prominenz liegt bei 18 m.

## Limes und Kastelle
Über die nordöstlich anschließende Anhöhe des Klingenkopfs (682,7 m; mit einer Prominenz von 8 m) verläuft der römische Grenzwall Obergermanisch-Raetischer Limes, an dem etwa 440 m nordwestlich des Kolbenbergs das Römerkastell Altes Jagdhaus liegt; am Klingenkopfsporn Eichkopf (620,2 m) befinden sich Fundamente des Römerkastells Heidenstock.

## Fernmeldeanlage (Feldberg Relay Site)

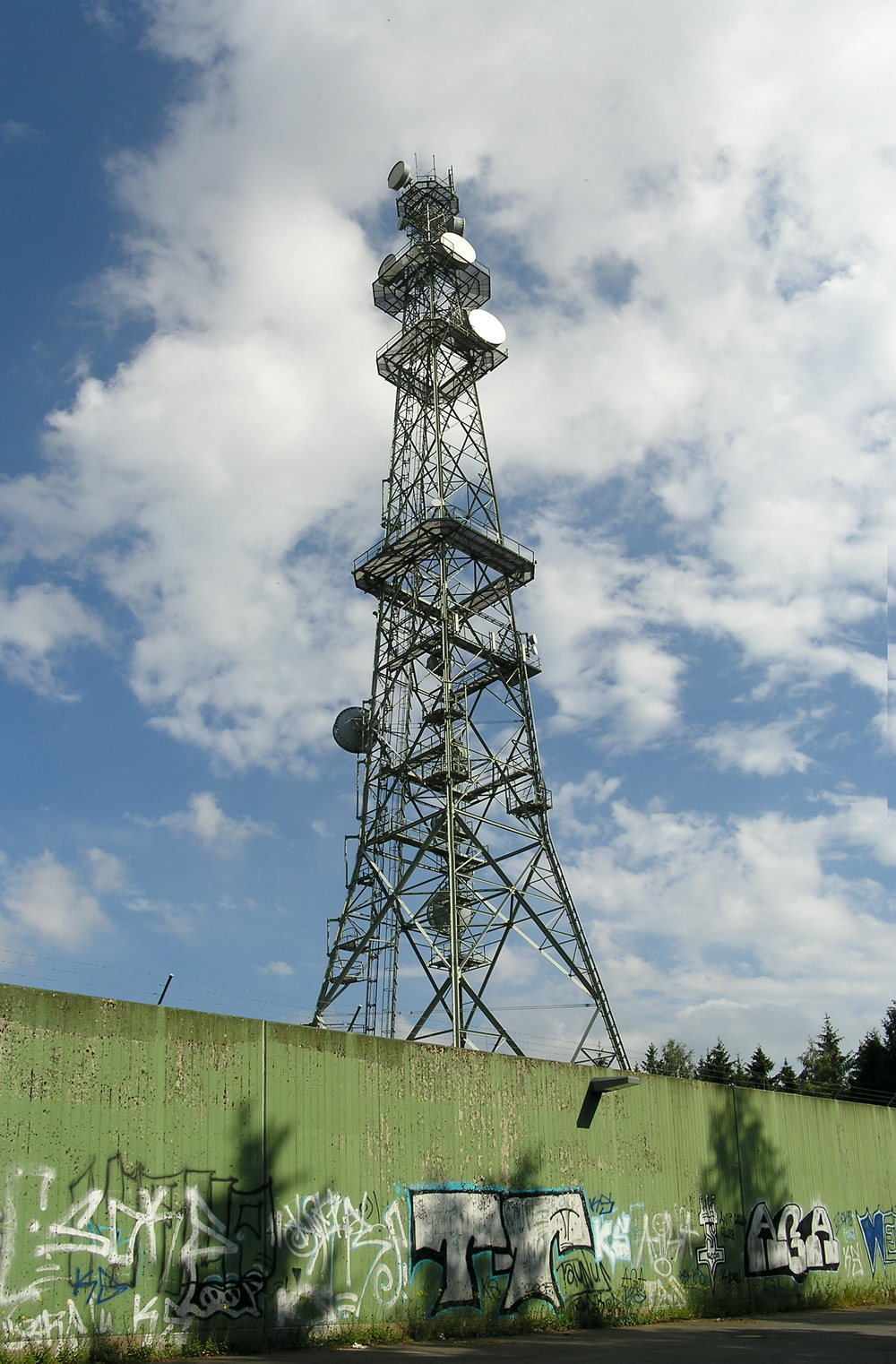
Der charakteristische Gittermast auf dem Kolbenberg

Auf der ausgedehnten Gipfelkuppe des Kolbenbergs befindet sich eine große Fernmeldeanlage mit weithin sichtbarem Gittermast, die bis 2007 durch die US Air Force genutzt wurde. Seit dem Abzug des US-Militärs wird der Mast durch zivile Funkdienste genutzt, u. a. für den Mobilfunk.
Ebenfalls befand sich dort bis weit in die 1950er Jahre eine Bodenradarstation für die MGM-1 Matador (Matador Missile), ein funkferngesteuerter Marschflugkörper, der während des Kalten Kriegs in Westdeutschland stationiert war. Im Falle eines Abschusses wurde dieser Marschflugkörper von Bodenradarstationen, wie von jener auf dem Kolbenberg, ferngesteuert.
Die Anlage wurde über Jahre immer wieder umgebaut und erweitert.
Im Jahr 1962 wurde der Gittermast fertiggestellt. Anfangs war er in den Farben rot/weiß gestrichen. Der Gittermast ist etwa 100 m hoch und schon von weiten deutlich zu sehen. Seitdem wurde die Anlage nur noch als Radio Relay Site verwendet. Zu Spitzenzeiten waren auf dem Gittermast 20 bis 25 Antennen montiert, diese wurden von den amerikanischen Soldaten auch oft „dishes“ genannt, weil sie wie Suppenschüsseln aussahen.
Von der Anlage wurden Funksignale in Richtung Norden nach Obernkirchen/Schwarzenborn gesendet, nach Osten zur Wasserkuppe und in südöstlicher Richtung nach Breitsol/Geiersberg. Nach Südwesten wurde nach Wiesbaden gefunkt, nach Nordosten in Richtung Stein. Die Rhein-Main Airbase und Darmstadt wurden nach Süden angefunkt. In Richtung Westen wurde zum Donnersberg gefunkt.
Die Anlage hieß offiziell „Feldberg Radio Relay Site“; dadurch gab es öfters Verwechslungen, weil es im Schwarzwald auf dem Feldberg ebenfalls eine Sendeanlage gab. Im Volksmund wird die Anlage auch „Sandplacken“ oder „Kolbenberg“ genannt.
In den 1960er Jahren stand lediglich ein Teil der heutigen Anlage, umzäunt von einem einfachen Holzzaun. Zu dieser Zeit waren dort etwa 20 Mitarbeiter der US Air Force stationiert. Die meisten davon arbeiteten im „Telephone Switching Center“. 1969 waren bis zu 150 Mitarbeiter vor Ort, drunter „Communication personnel“ und vier Köche in der Kantine sowie 5 Mitarbeiter als „Administration personnel“. Die Mitarbeiter wohnten in extra errichteten Baracken direkt auf dem Gelände. Anfang der 1970er Jahre richteten sich Soldaten unter den Baracken im Erdgeschoss einen kleinen Club mit Mini-Kino ein; zur selben Zeit wurde der Holzzaun gegen ein Maschendrahtzaun ersetzt.
Mitte der 1980er Jahre stieg die Terrorgefahr in Deutschland mit Gruppen wie der RAF rasant an. Da auf dem Kolbenberg die größte Radio Relay Site Europas stand, wurde eine etwa 5 m hohe Mauer um die Anlage errichtet. Sie gewährte keinen Einblick ins Innere der Anlage, auch die Zugänge durch die Mauern waren so gebaut, dass im Falle eines Durchbruchs mit Fahrzeugen die Anlage nicht beschädigt werden konnte. Zu dieser Zeit mussten die Baracken auf dem Gelände wahrscheinlich aus Platzgründen weichen. Die Soldaten wohnten von nun an im Camp King in Oberursel.
Der letzte Mitarbeiter der US Air Force verließ die Anlage im Jahr 1993. Von nun an lief sie autark und wurde von der Rhein-Main Airbase ferngesteuert. Wartungsarbeiten fanden in regelmäßigen Abständen sowie Kontroll- und Überwachungsrundgänge statt.
Auf dem Kolbenberg befanden sich niemals unterirdische Anlagen oder Bunker. Dies wurde oft behauptet wegen eines Übersetzungsfehlers auf einem Lageplan der im Internet auf verschiedenen Seiten und Foren verteilt wurde. Lediglich der Wassertank war mit Gras bedeckt.
Seit 2007 hatte ein Mobilfunkanbieter Teile der Anlage angemietet und Antennen auf dem Gittermasten montieren lassen, verbunden mit einer separaten Kabeltrasse. Diverse Kabeldiebe und Vandalen haben das Gelände bereits entdeckt und sichtliche Spuren hinterlassen.
Anfang 2018 wurde die Basisstation „Sandplacken“ für den digitalen BOS-Funk in Betrieb genommen. Die oberirdischen Bauten sind bis auf den Gittermast inzwischen überwiegend abgetragen worden.

## Militärpersonal-Gedenkstein

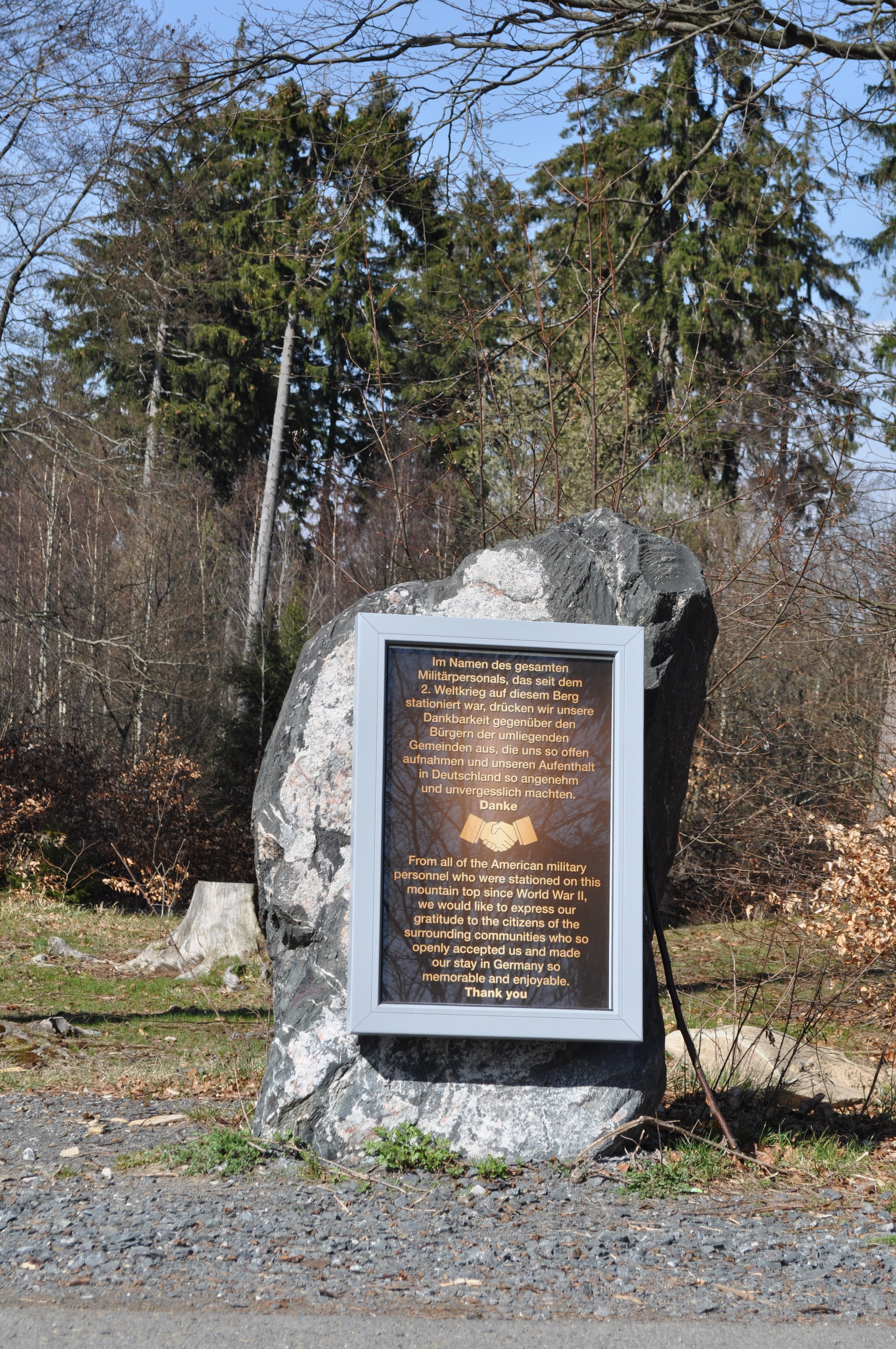
Gedenkstein (von 2012) für ehemaliges Militärpersonal des Kolbenbergs

Die auf dem Kolbenberg stationierten US-Soldaten (zeitweilig 150 Soldaten) waren bei der Bevölkerung beliebt. Grund hierfür war die technische Unterstützung der Amerikaner beim Bau einer Reihe von Einrichtungen der Nachbarorte. Beispiele sind die Bobbahn in Oberreifenberg, die Schutzhütte Kittelhütte (am gleichnamigen Gebirgspass) und der Sportplatz in Niederreifenberg. Nach dem Abzug der US-Truppen wurde etwa 200 m westnordwestlich vom Kastell Altes Jagdhaus nahe dem Gebirgspass Sandplacken ein Gedenkstein mit Kupfertafel aufgestellt, der den Dank an die US-Soldaten für die angenehme Zusammenarbeit mit den Anwohnern ausdrückt. Die Gedenktafel wurde im August 2011 gestohlen. Dank der Finanzierung eines örtlichen Unternehmens wurde im März 2012 eine neue Tafel angebracht.

## Verkehr und Wandern
Westlich vorbei am Kolbenberg führt die über den Gebirgspass Sandplacken (669 m) verlaufende Landesstraße 3004 (Oberursel–Schmitten im Taunus), von der nahe der Passhöhe die zum Großen Feldberg führende L 3024 abzweigt. Über seine gipfelnahen, nördlichen Hochlagen verlaufen entlang dem Limes der Europäische Fernwanderweg E1 und der Limeswanderweg. Der Gipfel ist in 10 Minuten über den hier flachen Taunushauptkamm vom Sandplacken aus auf Waldwegen und -pfaden zu erreichen. Ein landschaftlich reizvoller Zugang bietet sich aus Richtung Südosten von der L 3004 durch das von lichtem Buchenwald bestandene Tal des kleinen Urselbach-Zuflusses Schellbach (ca. 1 Stunde).